# Драгалич
Драгалич (на хърватски: Dragalić) е община и село в Бродско-посавска жупания, Хърватия, на около 7 км западно от Нова Градишка.
Според преброяването от 2011 г. има 1361 жители, от които 81% хървати и 17,85% сърби.